# Riesenberger Häuser

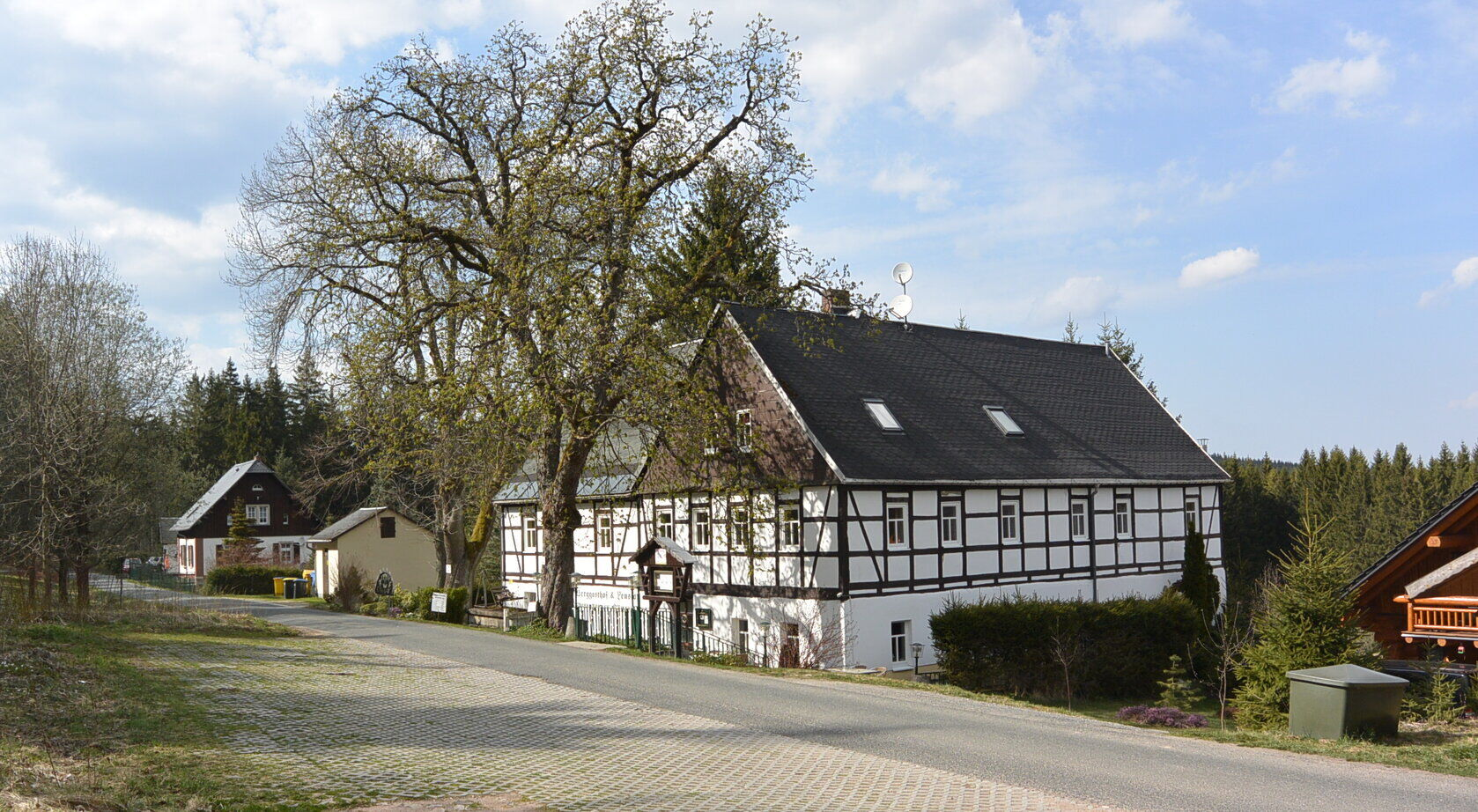
Die Riesenberger Häuser

Die Riesenberger Häuser sind eine zum Ortsteil Sosa der Stadt Eibenstock gehörige Häusergruppe im sächsischen Erzgebirge.

## Geschichte
Am Riesenberg, der in direkter Nachbarschaft zum Auersberg liegt, wurde zunächst Zinnseifnerei (also Abbau von Zinn) und später Eisensteinbergbau betrieben. In der Mitte der ersten Hälfte des 19. Jahrhunderts waren hier die gewerkschaftliche Zeche Tiefer Riesenberger Erbstolln und drei Eigenlehnerzechen in Betrieb. Die drei 1850 vorhandenen Riesenberger Häuser wurden erstmals 1739 urkundlich erwähnt.
Albert Schiffner erwähnt in seinem 1839 erschienenen Handbuch über Sachsen ein „Haus am Rieserberg“.
Mitte des 20. Jahrhunderts bestand die kleine Siedlung in einer Höhe von 800 Metern ü. NN. aus zwei erhaltenen alten Fachwerkhäusern, zwei weiteren Wohngebäuden und einigen Ställen und Scheunen. Heute werden die Riesenberger Häuser als Berggasthof und Pension betrieben.
Am 26. Juli 1984 stürzte unweit der Riesenberger Häuser eine MiG-23UB des 296. APIB (russisch авиационный полк истребителей-бомбардировщиков, „296. Jagdbomberregiment“ der Luftstreitkräfte der Sowjetunion) aus Altenburg ab. Beide Piloten kamen dabei ums Leben.

## Verkehr
Die Riesenberger Häuser können von Sosa aus über den in südlicher Richtung verlaufenden Hirschknochenweg erreicht werden.  Beim Naturschutzgebiet Friedrichsheider Hochmoor, das nördlich der Riesenberger Häusern liegt, den Hirschknochenweg verlassend, kann man zum Naturfreundehaus Rote Grube gelangen. Vom Johanngeorgenstädter Ortsteil Steinbach führt die Sosaer Straße in nördlicher Richtung zu den Riesenberger Häusern. An ihnen geht der regionale Wanderweg vorbei, auf dem man vom Auersberg nach Erlabrunn oder Jägerhaus gelangen kann.

## Naturschutz
Die Wiese im Bereich der Riesenberger Häuser ist als Flächennaturdenkmal geschützt und ist Teil des Natura 2000-Gebietes von europäischer Bedeutung Mittelgebirgslandschaft bei Johanngeorgenstadt.